# 利斯莫爾座堂

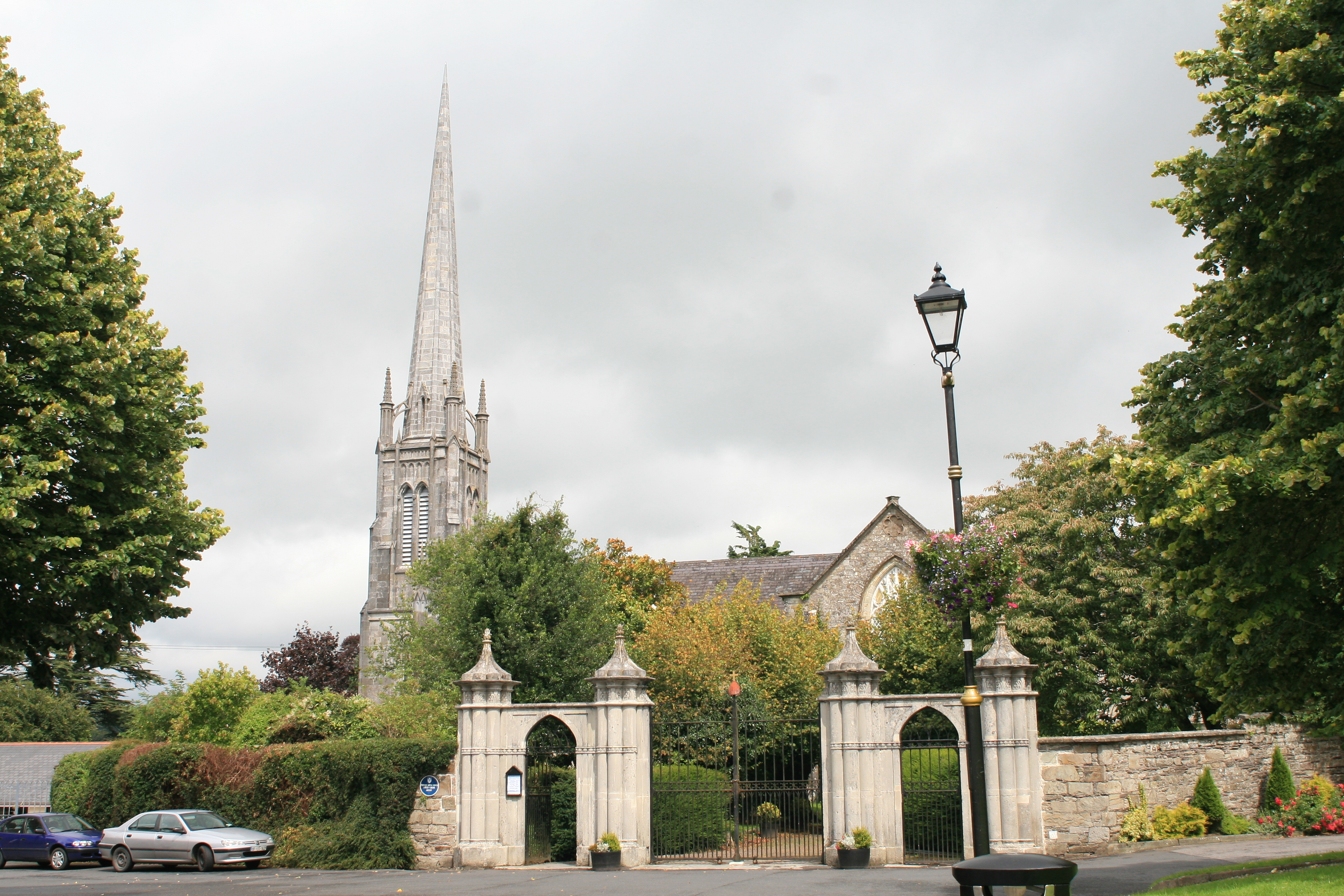
勃朗峰登山列車

利斯莫爾座堂（英語：St. Carthage's Cathedral, Lismore）是位於愛爾蘭共和國城市利斯莫爾的一座愛爾蘭聖公會的教堂。中世紀的教堂在17世紀時被毀，現在的教堂重建與1663年。教堂在18世紀時又得到了翻新。